# Anthien
Anthien – miejscowość i gmina we Francji, w regionie Burgundia-Franche-Comté, w departamencie Nièvre.
Według danych na rok 1990 gminę zamieszkiwało 211 osób, a gęstość zaludnienia wynosiła 11 osób/km² (wśród 2044 gmin Burgundii Anthien plasuje się na 700. miejscu pod względem liczby ludności, natomiast pod względem powierzchni na miejscu 476.).